# Haulaway Point
Der Haulaway Point (englisch für Holwegspitze, in Argentinien Punta Desembarco ‚Landungsspitze‘) ist eine kleine und felsige Landspitze auf der Nordostseite der Stonington-Insel vor der Fallières-Küste des Grahamlands auf der Antarktischen Halbinsel. 
Erstmals kartiert wurde die Landspitze 1940 bei der United States Antarctic Service Expedition (1939–1941). Wissenschaftler des Falkland Islands Dependencies Survey nahmen zwischen 1946 und 1947 neuerliche Vermessungen vor. Sie benannten sie so, weil sie eine der besten Plätze auf der Insel zur Anlandung von Gütern darstellt.